# Stemma della Croazia
Lo stemma della Croazia è formato da uno scudo principale sormontato da 5 scudi più piccoli che compongono insieme una corona. Lo scudo principale è a scacchiera con 13 caselle rosse e 12 argentee (bianche). Lo stemma è conosciuto con il nome šahovnica (che in croato significa "scacchiera") ed è uno dei simboli storici del paese.
Lo stemma attuale è stato realizzato dal grafico Miroslav Šutej ed è stato approvato dal governo croato il 21 dicembre 1990, sotto l'egida di una commissione presieduta da Nikša Stančić, all'epoca capo del Dipartimento di Storia Croata della Facoltà di Filosofia dell'Università di Zagabria.
Il disegno riprende in pratica il tradizionale scudo a scacchiera, con l'aggiunta di una corona di 5 scudi, in rappresentanza di altrettante regioni storiche che formano l'attuale Repubblica di Croazia; essi sono, procedendo da sinistra verso destra:
1. un antico stemma della Croazia centrale: una stella dorata a sei punte sopra una luna argentea su campo blu;
2. un antico stemma della Repubblica di Ragusa: due strisce rosse su campo blu scuro;
3. lo stemma della Dalmazia: tre leoni dorati e coronati, due in alto ed uno in basso, su campo blu;
4. lo stemma dell'Istria: una capra dorata con corna e zoccoli rossi su campo blu scuro;
5. lo stemma della Slavonia: due strisce argentee su campo blu, separate da una striscia rossa che all'interno presenta una martora nera, il tutto sormontato da una stella dorata a sei punte.

## Stemmi storici della Croazia

Regno di Croazia (925-1868)
Regno di Croazia e Slavonia (1868-1918)
Stato degli Sloveni, Croati e Serbi (1918)
Regno dei Serbi, Croati e Sloveni (1919-1929), Regno di Jugoslavia (1929-1941)
Stemma dello Stato Indipendente di Croazia (1941-1945)
Stemma dello Stato Federale di Croazia (1943 - 1945)
Stemma della Repubblica Socialista di Croazia (1943-1991)